# Butun
Butun is een bestuurslaag in het regentschap Blitar van de provincie Oost-Java, Indonesië. Butun telt 4337 inwoners (volkstelling 2010).